# Рошу (Ілфов)
Рошу (рум. Roșu) — село у повіті Ілфов в Румунії. Входить до складу комуни Кіажна.
Село розташоване на відстані 6 км на захід від Бухареста, 138 км на південь від Брашова.

## Населення
За даними перепису населення 2002 року у селі проживали 3397 осіб.
Національний склад населення села:
| Національність | Кількість осіб | Відсоток |
| -------------- | -------------- | -------- |
| румуни         | 3382           | 99,6%    |
| цигани         | 8              | 0,2%     |

Рідною мовою назвали:
| Мова      | Кількість осіб | Відсоток |
| --------- | -------------- | -------- |
| румунська | 3386           | 99,7%    |